# Villa Bennewitz

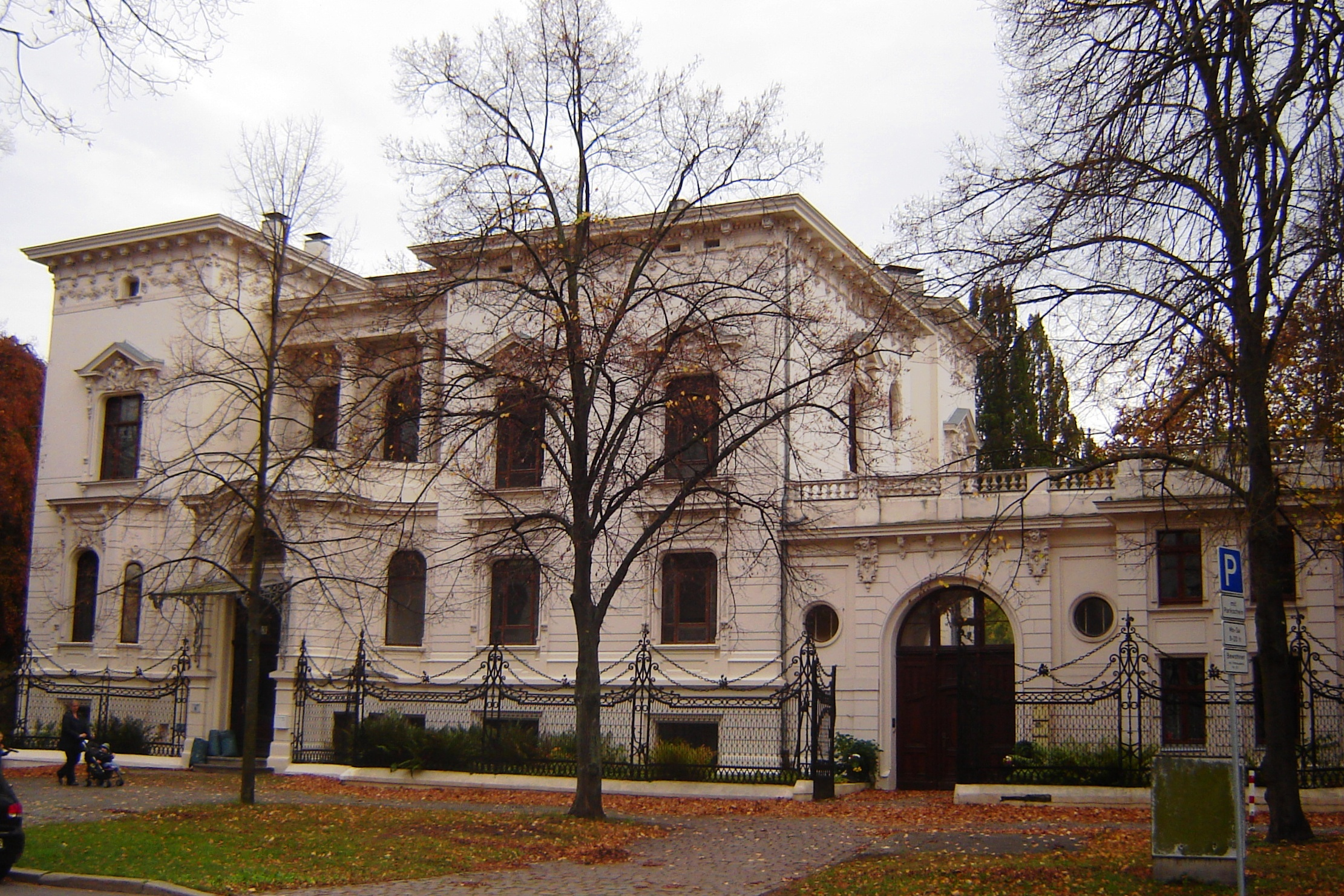
Straßenansicht

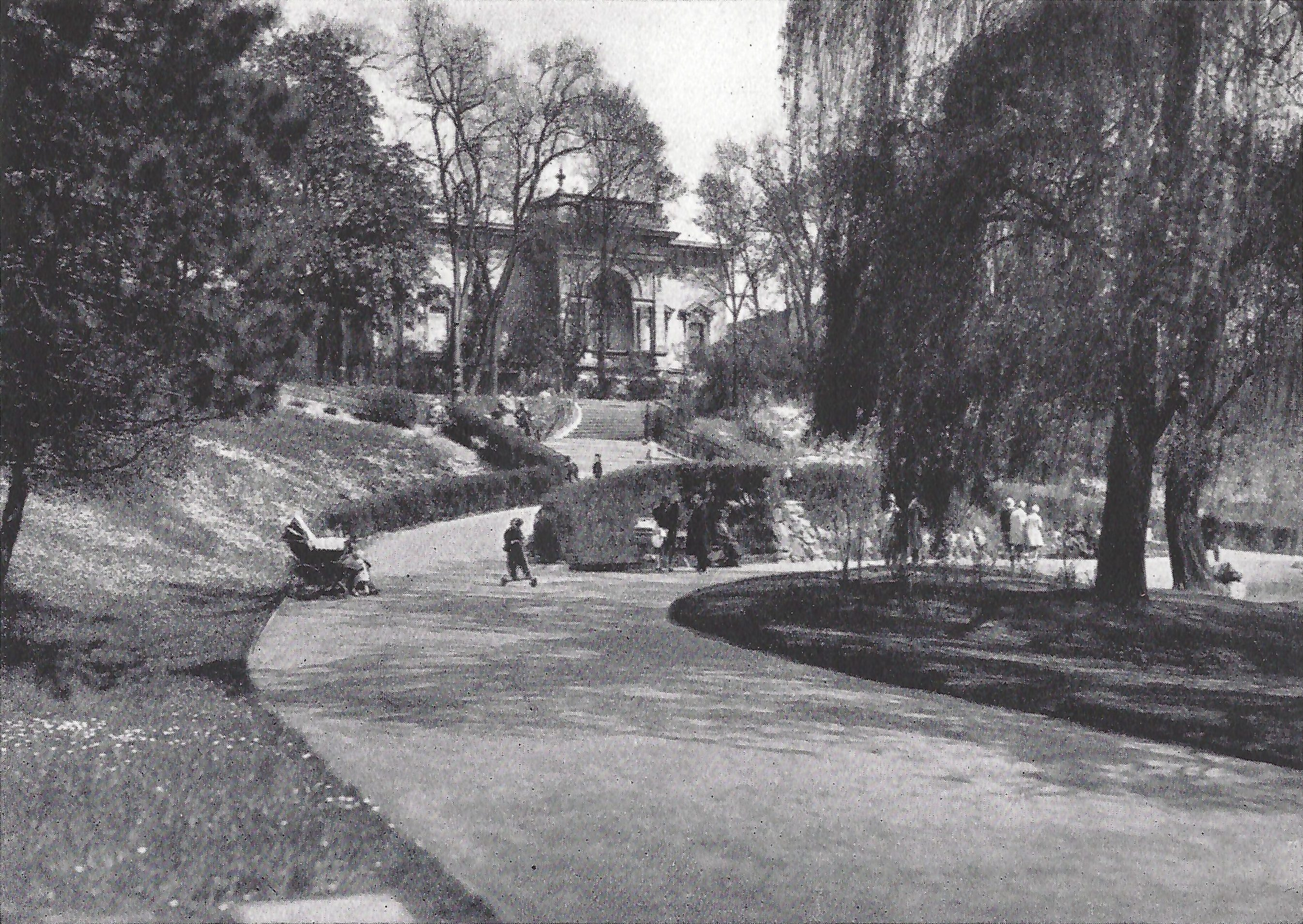
Blick vom Park in den 1920er Jahren

Die Villa Bennewitz ist ein ehemaliges großbürgerliches Wohnhaus in Magdeburg, Stadtteil Alte Neustadt, Kaiser-Otto Ring 3. Die neobarocke Villa wurde 1898 gebaut und steht unter Denkmalschutz.

## Baugeschichte
Die Villa wurde für den Privatier Hans Bennewitz auf einer Grünfläche des ehemaligen Magdeburger Befestigungsgürtels erbaut. Die Baupläne stammten von dem Magdeburger Architekten Alf E. Hurum, der unter anderem auch die Villa Lütge im Magdeburger Stadtteil Diesdorf entwarf. Die Errichtung der Villa Bennewitz steht im Zusammenhang mit der Schaffung eines Villenquartiers in den Randzonen des ehemaligen Königin-Luise-Gartens (jetzt Geschwister-Scholl-Park). Zur Förderung der Bebauung hatte die Stadt unter Auflagen Grundstücke preisgünstig angeboten. Nach Verwahrlosung während der DDR-Zeit wurde das Gebäude in den Jahren 1994 und 1995 denkmalgerecht saniert. Danach wurde es sowohl kommerziell als auch zu Wohnzwecken genutzt.

## Baubeschreibung
Die Villa ist von einem 5000 m² großen Parkgrundstück mit repräsentativen Gartenanlagen umgeben. Das Gebäude selbst nimmt eine Fläche von etwa 500 m² ein. Der mit einem flachen Dach gedeckte Bau verfügt über vier Geschosse: Souterrain, Erdgeschoss, Obergeschoss und Dachgeschoss. Die Raumhöhe variiert zwischen 4,40 m und 4 m. Der Gesamtbau stellt sich als asymmetrische Anlage mit zwei unterschiedlich hohen und breiten Seitenflügeln dar. Zwischen den Seitenflügeln tritt das Eingangsportal hervor, das im Obergeschoss als säulenverzierter Balkon gestaltet ist. Die Straßenfassade ist mit üppiger floraler Stuckdekoration geschmückt. Die Gartenfassade wird von einem hervorspringen Mittelrisalit mit Attika-Abschluss dominiert. Die Attika wird von zwei Säulen aus schwarzem Granit getragen. Das Gebäudeinnere besticht durch aufwändige Ausgestaltung, zu der Eichenholzvertäfelungen, hölzerne Kassettendecken, Stuckverzierungen sowie Wand- und Deckenmalereien u. a. von Edmund Wodick gehören.